# Asia (rockegyüttes)
Az Asia egy 1981-ben alakult progresszív rock zenét játszó együttes. Szupergroup, tagjait a Yes, King Crimson, az Emerson Lake and Palmer, és a Buggles tagjai alkották.
„Muzsikájuk kellemes, szélsőségektől mentes, eredeti együtteseik zenéjének keveréke. A romantikus hangzás elérésében a producer Mike Stone-nak is szerepe volt, aki a Journey-vel vált ismertté.” (Literatura)

## Klasszikus felállás
- John Wetton-ének, basszusgitár
- Carl Palmer-dob
- Steve Howe-gitár
- Geoffrey Downes-billentyűs hangszerek

## Pályafutás

### A Wetton-éra
Az együttes szupergroupnak indult, hisz egy John Wetton, Carl Palmer, Steve Howe, s Geoffrey Downes fémjelezte csapat nem lehet rossz.   Sajnos azonban az együttes sokaknak csalódást okozott, hisz első albumuk, az Asia inkább slágeres számokat tartalmazott, mint egy igazi progresszív rock csapat lemezei. Azonban a Heat of the Moment, a Sole Survivor s az Only Time Will Tell nagy sikert hozott: a megjelenésük után nem sokkal a slágerlisták élére ugrottak. Második kiadványuk (az Alpha) hasonló jellegűre sikeredett, s ez is inkább a nagyközönségnek kedvezett. A legsikeresebb számok rajta a Don't Cry, valamint a The Smile Has Left Your Eyes lettek. Ezt követte 1985-ben az egyik leggyengébb album, az Astra, melyben a számokban igen silány fantázia uralkodott. Egyedül a Voice of America tudott átütő sikert aratni. Az 1980-as éveket a Then & Now zárta le, melyben, mind régebbi, mind új számok is meg voltak találhatóak, melyek közül kiemelendő a Days Like These, s a Prayin'4 a Miracle. Ezután koncertturnékra indultak, s mind a Live in Nottingham, mind a Live in Moscow is felkerült lemezre, illetve videóra.

### A Payne-éra
A második korszak a John Payne-éra, névadója az új énekes-basszusgitáros, melynek fő jellemzője az új tagok voltak. Al Pitrelli lett az új gitáros, s vele már kiadták az 1992-es lemezt, az Aqua-t, mely egy kísérlet hatását keltette, de ennek ellenére sikeresnek számított. Ekkor a zenekar világ körüli turnéra indult Trevor Thorton dobossal, s Vinny Burnss gitárossal. A fellépéséken néha még meglepetés is történt: Steve Howe is játszott a számokban. Az összhang jó lett, de még jobb az 1994-es album, amelyet Aria néven kereszteltek el. Carl Palmer itt már nem szerepelt, helyettese Michael Sturgis lett. Ismét kétéves szünet következett, majd jött az Arena, mely igazán csak a kritikusoknak tetszett. A 90-es éveket az Anthology (1998) zárta, mely egyfajta Greatest Hits volt. Ezen a kiadáson John Payne énekessel vettek föl régebbi számokat. Az új évezred első Asia CD-je, az Aura lett, melyen rengeteg zenész szerepelt (újak, a régebbi albumokról ismertek, koncertzenészek stb…). Eme 2001-ben kiadott lemez felvétele jócskán elhúzódott, de az összkép nagyszerű lett: sok stílus találkozása alkotta a számokat. Ekkor 3 hónapos amerikai túrára került sor, melynek egyes állomásain az Asia együtt játszott a nyolcvanas évek egyik sikerbandájával a Berlin-nel. 2002-ben folytatódtak a turnék: mind Európában, mind Amerikában koncertezett a csapat. Ennek a koncertsorozatnak a gyümölcse a Live in America DVD lett. A rajongók ekkor azt gondolhatták, hogy  újra fénykorát fogja élni az együttes, de már csak egy lemezt vehettek meg, hisz 2004-ben piacra került az utolsó album, mellyel megszakadt az A-betűs albumuk sorozata. A Silent Nationön csupán négy tag szerepelt:
John Payne, Geoffrey Downes, Chris Slade, Guthrie Govan. Az album zenéje visszanyúlik a rock gyökereihez, s ehhez hozzásegít a szólógitáros Govan, aki nagyszerű szólókat penderít ki. Az olyan kemény nóták, mint a Ghost in the Mirror, vagy a What About Love nagy sikereket arattak.
Eddig tartott az Asia története. Amikor 2006-ban Downes fel akarta állítani a klasszikus felállást, de ez nem sikerült: csak Wetton volt hajlandó együtt zenélni vele, így közösen kiadták az Icon 1., illetve Icon 2. lemezt. Az együttes új korszakának énekese, Payne, magával vitte Govant. Hozzájuk csatlakozott még Ryo Okumoto, a Spock's Beard billentyűse és Jay Schellen dobos, aki eddig koncertdobosként működött az Asia-ban. Így megalakult a GPS. A két csapat a két éra zenéjét vitte magával.

## Nagylemezeik
- Asia (1982)
- Alpha (1983)
- Astra (1985)
- Then And Now (1990)
- Asia Live (1991)
- Aqua (1992)
- Aria (1994)
- Arena (1996)
- Anthology (1999)
- Aura (2001)
- Silent Nation (2004)
- Phoenix (2008)
- Omega (2010)